# Bono de Sirmio
Bono ou Bonoso (em grego: Βῶνος ou Βόνος) foi um general bizantino ativo no reinado do imperador Justino II (r. 565–578). É conhecido por ter sido utilizado Sirmio como base de operações e ocupou sua carreira na defesa do Império Bizantino contra os ávaros. Ele pode ter sido um mestre dos soldados da Ilíria. A principal fonte sobre ele é Menandro Protetor.

## Biografia

Bálcãs no século VI

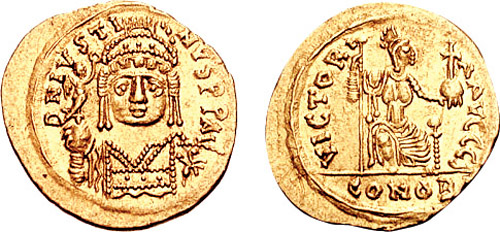
Soldo de r.

Bono foi mencionado pela primeira vez em 561, enquanto em serviço de Justino, filho de Germano. Foi encarregado com a defesa das fronteiras do Danúbio contra os ávaros; foi mencionado neste tempo como um protoestata (em grego: πρωτοστάτης τοῦ θητικοῦ και οἰκετικοῦ), um possível equivalente ao majordomo. Ressurgiu em 568-570 como general. Sua posição exata na hierarquia militar é incerta, mas o local de suas atividades em Sirmio, enquanto ainda sendo responsável pelas fronteiras do Danúbio, sugere a posição de mestre dos soldados da Ilíria. Na primavera de 568, encontrou os ávaros sitiando Sirmio. Estava no comando da defesa dentro dos muros e foi ferido em combate. Quando as negociações começaram, estava incapaz de participar. Os ávaros suspeitaram que o seu oponente estava morto, forçando Bono a aparecer em pessoa. Concordaram em levantar cerco em troca dum "presente" (pagamento) e buscou a aprovação do imperador Justino II.
Meses mais tarde, permitiu que a embaixada ávara cruzasse os territórios bizantinos para Constantinopla. As negociações na capital falharam. Justino II repreendeu Bono de concessão de proteção para uma embaixada que tinha demandas claramente inaceitáveis. Sua mensagem para Bono também advertiu o general para preparar para renovar as hostilidades. Em 569/70, Tibério Constantino, o conde dos excubitores, o instruiu a guardar as passagens do Danúbio mais uma vez. Suas atividades subsequentes são incertas. O léxico Suda do século X preserva outro fragmento de Menandro Protetor sobre Bono, apesar do contexto ser incerto. A passagem tem Bono alertando seus homens que os ávaros usavam gritos de guerra e batiam tambores para enervar seus inimigos. Ele instruiu suas forças para responder com gritos de guerra próprios deles.